# Beblenheim
Beblenheim é uma comuna francesa na região administrativa de Grande Leste, no departamento Alto Reno. Estende-se por uma área de 5,6 km². Em 2010 a comuna tinha 964 habitantes (densidade: 172,1 hab./km²).